# Mortzwiller
Mortzwiller korábbi község Franciaországban, Haut-Rhin megyében. Lakosainak száma 353 fő (2018. január 1.). Mortzwiller Masevaux, Sentheim, Lauw és Soppe-le-Haut községekkel határos.
2016. január 1-jén Soppe-le-Haut korábbi községgel egyesült és az így létrejött Le Haut Soultzbach új község része lett.

## Népesség
A település népességének változása:
| Lakosok száma | 160  | 126  | 134  | 194  | 252  | 317  | 336  | 961  | 360  | 353  |
|               | 1962 | 1968 | 1975 | 1990 | 1999 | 2008 | 2013 | 2016 | 2017 | 2018 |